# خوسيه دي لا مار
خوسيه دي لا مار (بالإنجليزية: José de La Mar)‏ (و. 1778 – 1830 م) هو سياسي، وعسكري محترف من كولومبيا ولد في كوينكا.